# Mudéjar arhitektura v Aragoniji
Arhitektura Mudéjar v Aragoniji je estetski trend v slogu mudéjar v Aragoniji (Španija) in jo je Unesco v nekaterih reprezentativnih stavbah uvrstil na seznam svetovne dediščine.
Kronologija aragonskega mudéjarja sega od 12. do 17. stoletja in vključuje več kot sto arhitekturnih spomenikov, ki so predvsem v dolinah Ebra, Jalona in Jiloce.
Prvi primeri aragonskega mudéjarja imajo dva izvora: na eni strani palačna arhitektura, povezana z monarhijo, ki spreminja in razširja palačo Aljafería z ohranjanjem islamske ornamentne tradicije, na drugi strani pa tradicija, ki razvija romansko arhitekturo z uporabo zidakov kot zidana gradnja in ki pogosto prikazuje okrasne vzorce s špansko korenino. Primere slednjega tipa arhitekture mudéjar lahko vidimo v cerkvah v Daroci, ki so jih začeli graditi v kamnu in v 13. stoletju dokončali z opečnimi ploščami mudéjar.
S strukturnega vidika arhitektura mudéjar v Aragoniji prednostno sprejme funkcionalne sheme cistercijanske gotike, vendar z nekaterimi razlikami. Opornikov pogosto ni, zlasti v apsidah, za katere je značilen osmerokotni tloris z debelimi stenami, ki lahko zadržijo potisk s strehe in ki zagotavljajo prostor za poudarjanje opečnih okraskov. Po drugi strani pa so oporniki pogosto značilnost ladij, kjer so lahko na vrhu s stolpiči, kot v slogu stolnica-bazilika Gospe od stebra. Obstajajo lahko stranske kapele, ki z zunanjosti niso vidne. Cerkve v soseskah (kot je San Pablo v Zaragozi) ali majhnih mestih običajno nimajo ladij, vendar so lokacije za dodatne oltarje zagotovljene s kapelami med oporniki ladje. Običajno imajo te stranske kapele zaprto galerijo ali ándite (prehod), z okni, ki gledajo na zunanjost in notranjo stran stavbe. Ta oblika se imenuje cerkev-trdnjava, njen prototip pa bi lahko bila cerkev v Montalbánu.
Običajno zvoniki kažejo izjemen razvoj ornamentov, struktura je podedovana od islamskega minareta: štirikotna z osrednjim pomolom, katerega prostori so zapolnjeni s stopničastimi približnimi oboki, kot pri almohadskih minaretih. Na tem telesu je stal stolp, običajno mnogokoten. Obstajajo tudi primeri osmerokotnih stolpov.

## Svetovna dediščina
Leta 1986 je Unesco celoten kompleks mudéjar v Teruelu razglasil za svetovno dediščino, ki je bila leta 2001 razširjena na druge aragonske spomenike v mudéjar slogu:
| Koda    | Ime                                                         | Lokacija             | Leto |
| ------- | ----------------------------------------------------------- | -------------------- | ---- |
| 378-001 | Stolp, streha in kupola stolnice svete Marije iz Mediaville | Teruel               | 1986 |
| 378-002 | Stolp in cerkev sv. Petra                                   | Teruel               | 1986 |
| 378-003 | Stolp in cerkev sv. Martina                                 | Teruel               | 1986 |
| 378-004 | Stolp in cerkev sv. Odrešenika                              | Teruel               | 1986 |
| 378-005 | Apsida, križni hodnik in stolp Colegiata de Santa María     | Calatayud            | 2001 |
| 378-006 | Župnijska cerkev Santa Tecla                                | Cervera de la Cañada | 2001 |
| 378-007 | Cerkev sv. Marije                                           | Tobed                | 2001 |
| 378-008 | Mudéjar ostanki palače Aljafería                            | Zaragoza             | 2001 |
| 378-009 | Stolp in župnijska cerkev San Pablo                         | Zaragoza             | 2001 |
| 378-010 | Apsida, župnišče in kupola La Seo                           | Zaragoza             | 2001 |

Opis tako dodeljenega pomena:
Razvoj umetnosti mudéjar iz 12. stoletja v Aragoniji je posledica političnih, družbenih in kulturnih razmer, ki so prevladovale v Španiji po rekonkvisti. Ta umetnost, na katero je vplivala islamska tradicija, odraža tudi različne sodobne evropske sloge, zlasti gotiko. Prisoten do začetka 17. stoletja, zanj je značilna izredno prefinjena in inventivna uporaba opeke in glaziranih ploščic v arhitekturi, zlasti na cerkvenih zvonikih. —Izjava Aragonese Mudejar na uradni spletni strani Unesca.
Utemeljitev izjave je podprta s standardom IV iste organizacije: Merilo IV:
Kot izjemen primer vrste zgradbe, arhitekturne ali tehnološke celote ali krajine, ki ponazarja pomembno obdobje v človeški zgodovini. —Izbirna merila (UNESCO, svetovna dediščina.